# I Am A Woman
I Am A Woman es una novela de pulp fiction lésbica escrita en 1959 por Ann Bannon (pseudónimo de Ann Weldy). Es el segundo de una serie que eventualmente llegaría a ser conocida como The Beebo Brinker Chronicles (Las crónicas de Beebo Brinker). Fue originalmente publicada en 1959 por Gold Medal Books, de nuevo en 1975 a cargo de New York Times y Arno Press, en 1983 por Naiad Press, en 2002 por Cleiss Press y diez años más tarde nuevamente por esta última editorial en formato de audiolibro, contabilizando un total de cinco versiones diferentes cada una con una cubierta distinta.
El título completo en la edición de Gold Medal Books era I Am A Woman In Love With A Woman Must Society Reject Me? (Soy una mujer enamorada de otra mujer, ¿debe la sociedad rechazarme?). Bannon quería que el título fuera "Strangers in this World" (Extraños en este mundo), (por una conversación que la protagonista principal tiene con un extraño que le dice que todo el mundo es un extraño hasta que encuentre a alguien a quien amar), pero como Bannon explicó en el prólogo de la edición de 2001 de Odd Girl Out, Gold Medal tenía el control sobre el diseño de la cubierta y el título. El editor de Bannon fue quien tituló el libro. Las novelas de pulp fiction lésbico generalmente mostraban en sus cubiertas un diseño artístico muy sugerente y títulos oscuros que sutilmente daban a entender cuál era el tema de la novela. Para las ediciones de 1983 y 2002, el título fue reducido a I Am A Woman. El siguiente libro de la serie es Women In The Shadows, también publicado en 1959.
Bannon se decidió a escribir tras leer El pozo de la soledad y Spring Fire. Sin embargo, fue en esta novela donde Bannon escribió uno de los primeros finales en la ficción lésbica en la que ninguno de los personajes se suicida, se vuelve loco, es asesinado o es abandonado. En una entrevista de 2003, tuvo que admitir que este libro era su favorito de la serie.

## Críticas
Aunque las novelas pulp no eran usualmente revisadas y comentadas por revistas literarias serias, en 1959 The Ladder realizó una crítica muy positiva de la novela, destacando que "el libro es muy realista, la redacción es excelente para una novela de bolsillo, y el final es tan feliz que sitúa al libro en una clase casi aparte, pero sin dejar de tocar temas serios. Definitivamente comenta tanto las desventajas como las ventajas".
En 1959, ONE, Inc. revisó I Am A Woman, por un lado criticando las descripciones de las escenas de sexo y la personalidad "poco creíble" de Marcie, pero a la vez especialmente impresionados con Jack y Terry, el final feliz y el hecho de que el libro fue escrito para homosexuales, en lugar de como entretenimiento para heterosexuales (que era lo más frecuente). La crítica decía que "Es efectivamente alentador leer un final feliz en esta época de finales de suicidios; y éste es un final completamente feliz...y que funciona de manera bastante lógica. I Am A Woman es una novela que disfrutarán leyendo básicamente todos los homosexuales, muejres y hombres".
Una retrospectiva de 1969 sobre la ficción de bolsillo lésbica calificó a I Am A Woman como un "blockbuster" que alaba al personaje de Beebo Brinker, "quien realiza una seducción de bar que seguramente es ya un clásico".
El capítulo 8 de I Am A Woman fue incluido en una recopilación de 2005 de extractos de lo que la autora-editora Katherine V. Forrest consideró que eran los mejores ejemplos de novelas de ficción lésbica, adecuadamente titulado Lesbian Pulp Fiction.